# تي باتان
تي باتان هي قرية في مقاطعة أرومية، إيران. يقدر عدد سكانها بـ 396 نسمة بحسب إحصاء 2016.